# Grotte des Contrebandiers
De Grotte des Contrebandiers (Arabisch: كهف المهربين , Kahf al-Muharribīn, "Smokkelaarsgrot") is een archeologische en paleoantropologische vindplaats niet ver van de stad Témara in Marokko. De opgravingen in de grot werden voor het eerst uitgevoerd in 1955 en werden in de daaropvolgende decennia door verschillende onderzoeksgroepen voortgezet. 
Onder de vondsten uit de delen van de grot die tot nu toe zijn onderzocht, bevinden zich honderden stenen werktuigen uit het Atérien, bewijs van haardplaatsen en talrijke botten van grote herbivoren (runderen, paarden, herten), die waarschijnlijk door zijn bewoners als prooi in de grot werden gebracht. 
In september 2021 werd de ontdekking van gereedschappen aangekondigd, die werden geïnterpreteerd als het vroegste fysieke bewijs van de verwerking van dierenhuiden. 

## De grot
De Grotte des Contrebandiers ligt ongeveer 16 km ten zuiden van Rabat en 250 m landinwaarts van de huidige kust van de Atlantische Oceaan op een hoogte van 11 m boven zeeniveau. De grot is geërodeerd uit kalksteen uit het Pleistoceen, is ongeveer 30 m diep en heeft een 28 m brede ingang naar het noordwesten. Er zijn twee schoorsteenachtige openingen die van binnenuit naar een plateau boven de grot leiden. 
Van 1955 tot 1957 en opnieuw van 1967 tot 1975 werd de grot onderzocht door Jean Roche (1913-2008). Daarna vonden er verschillende kleinere opgravingen plaats en vanaf 2007 leidden Harold L. Dibble en Mohamed Abdeljalil El Hajraoui een Amerikaans/Marokkaans onderzoeksteam. Grote blokken kalksteen voor de grot, opgestapeld over neolithische afzettingen, leidden tot de suggestie dat delen van het dak recentelijk waren ingestort. Deze jongere lagen werden door Roche bijna volledig verwijderd. Grote delen van de oudere, 4 m dikke afzettingen in de grot, evenals overblijfselen van de jongere afzettingen aan de binnenranden van de grot, zijn bewaard gebleven. 

## Vondsten
Met behulp van thermoluminescentiedatering werd een leeftijd van 126.000 ± 9.000 BP gereconstrueerd voor de onderste laag van de grotbodem (laat-Acheuléen), en 107.000 ± 4.000 tot 96.000 ± 4.000 jaar voor de gereedschappen uit het Atérien. Overblijfselen van houtskool en enkele tientallen stenen artefacten met tekenen van intense verhitting bewijzen het bestaan van haarden in de grot, waarvan de datering een ouderdom van minstens 91.000 BP aangaf. 
Op talloze botten van grote zoogdieren werden snijsporen van het slachten van prooien ontdekt. Opvallend was dat kleinere, jongere dieren in oudere lagen vaker werden ontleed dan in jongere lagen. Net als bij de Bizmoune-grot werden in de Grotte des Contrebandiers slakkenhuizen ontdekt die geperforeerd waren zodat ze als lichaamssieraden ("kralen") konden worden gedragen. Ze waren meestal afkomstig van soorten die normaal gesproken niet gegeten werden. Er zijn ook menselijke fossielen teruggevonden, namelijk een onderkaak, een fragment van een voorhoofdsbeen en een derde schedelbot van een anatomisch moderne mens (Homo sapiens), ook wel "Témara-mens" genoemd.
Een unieke vondst werd in 2021 gerapporteerd in het tijdschrift iScience. Uit een laag gedateerd op 120.000 tot 90.000 BP werden 62 botfragmenten teruggevonden die met stenen werktuigen tot beenwerktuigen waren gesneden. Daartoe behoorden onder meer ribben die aan de uiteinden waren afgerond en waarvan de oppervlakken waren gladgemaakt. Deze gereedschappen zijn geïnterpreteerd als het vroegste fysieke bewijs van de verwerking van dierenhuiden. Uit dezelfde laag werden botten van zandvossen, goudjakhalzen en wilde katten gevonden met snijsporen die typisch optreden tijdens het villen.